# Albert Billeter
Pour les articles homonymes, voir Billeter.
Albert Billeter, né le 23 novembre 1815 à Männedorf et mort le 19 mars 1894 à Paris, est un horloger suisse qui a travaillé dans plusieurs grandes villes d'Europe. 
Ses œuvres marquantes sont quatre horloges astronomiques et le mouvement de la cathédrale de Barcelone.

## Biographie
Albert Billeter est né à Männedorf, canton de Zurich le 23 novembre 1815 et il est mort à Paris 20e le 19 mars 1894. Adolescent, il est tout d'abord formé par son père, horloger, puis rejoint à 15 ans La-Chaux-de-Fonds, canton de Neuchâtel, pour parfaire sa formation.
En 1841, il épouse Anna Dorothea Kappeler. De cette union naissent 6 enfants : 3 filles et 3 garçons, dont Friedrich qui sera également horloger à Londres. Fin 1849, ils s'installent à Milan, en Italie. Albert y perd à la fois sa fortune et celle de sa femme (75 000 florins) et ils rentrent à Zurich en 1852.

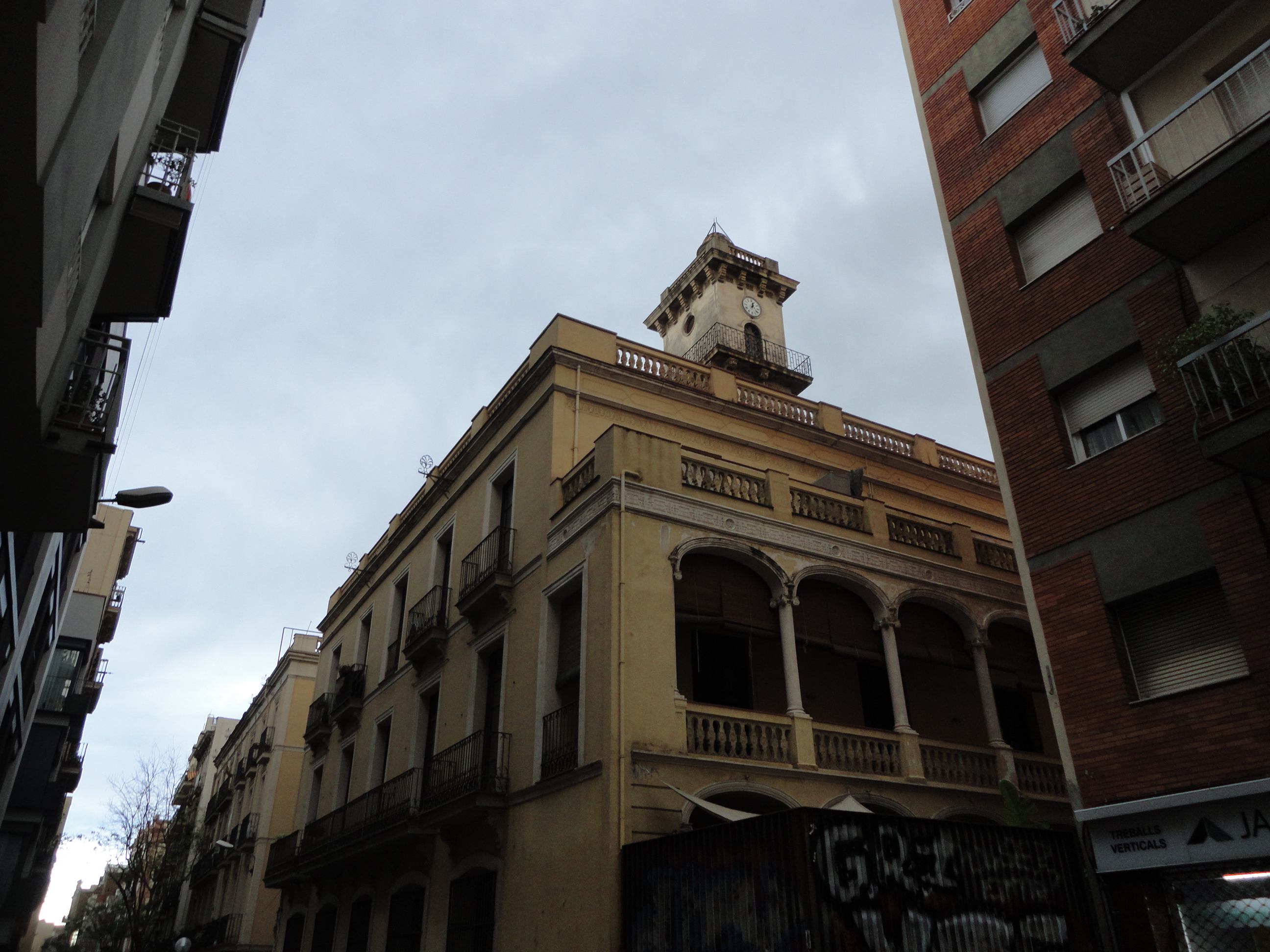
Can Pardal à Gracia au 49 Calle Montseny, construit en 1875.

En 1854, ils quittent définitivement la Suisse et arrivent à Gràcia, commune de Barcelone, Espagne. Ils s'installent au 83 carrere de l'Angel (actuellement 49 Calle Montseny) et Albert y créa la Fábrica de Relojes. Il y fabrique des horloges « pour les églises, les chemins de fer, les usines et les maisons de campagne. Montres de surveillance, télégraphes électriques et appareils scientifiques ».
Il y construit, en autres, deux horloges astronomiques et le mouvement de la cathédrale de Barcelone.
Son épouse Anna meurt en 1855 et l'année suivante, il épouse Louise Santoux, également suisse et résident à Barcelone, avec qui il aura 4 filles.
Vers 1870, en pleine Révolte des Quintes (ca), il quitte l'Espagne et s'installe à Paris, sa seconde épouse est déjà décédée, il part avec Marie Santoux, la petite sœur de Louise avec qui il aura 2 enfants, morts en bas âge. Il y réalise sa plus ambitieuse horloge mais cherche aussi à ouvrir un musée,. Il propose aussi un plan pour une horloge astronomique pour la nouvelle basilique du Sacré-Cœur,. Il meurt à l'hôpital Tenon, dans le 20e arrondissement, le 19 mars 1894, il a alors 78 ans. Il a eu 12 enfants.

## Les horloges

### L'horloge astronomique duMusée d'art et d'histoire de NeuchâteldeNeuchâtel(1840)

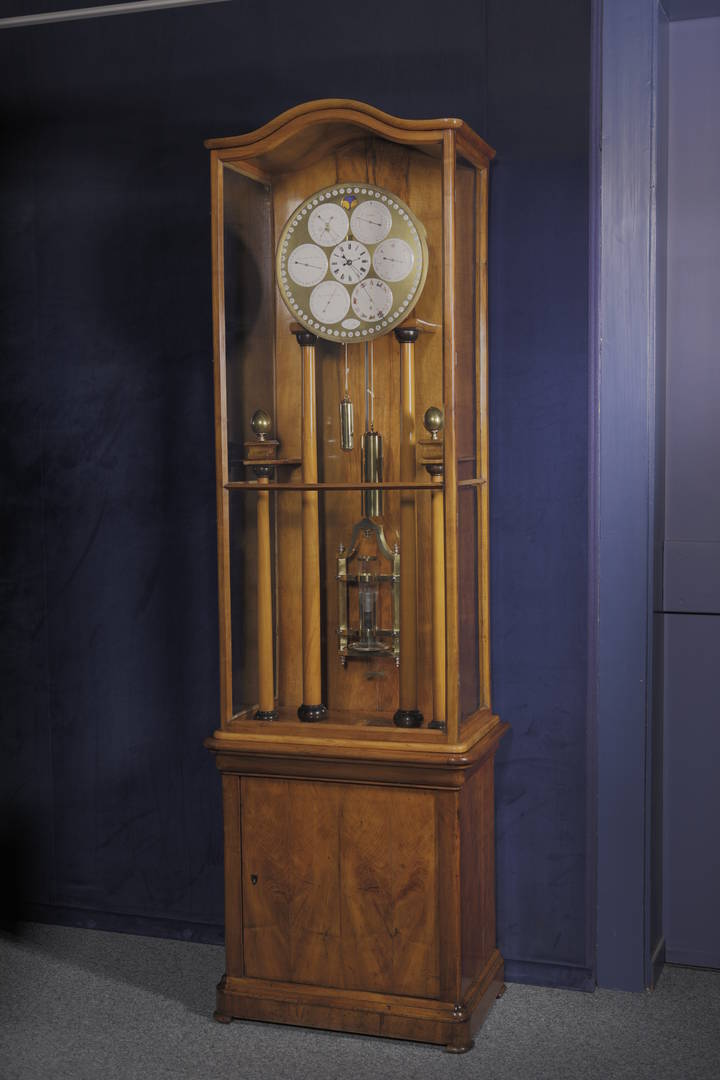
MAHN horloge astronomique d'Albert Billeter (1840)

En 1840, Albert Billeter achève la fabrication de l'horloge astronomique exposée au Musée d'art et d'histoire de Neuchâtel depuis 1931 (offerte par son neveu Alexandre Beguin, reçu de Charles Junod, beau-frère d'Albert).
Le mécanisme de temps comprend un échappement à ancre à chevilles ainsi qu'un balancier à la seconde compensé thermiquement par du mercure. Le cabinet est composé de bois et de verre. Les indications astronomiques sont affichées au moyen d'une plaque de base en laiton supportant des petits cadrans à cartouches émaillés. Les lectures sont les suivantes : temps moyen, temps légal, équation du temps, quantième complet (date, jour, mois et année) signes du Zodiaque, seconde centrale, indexée par des pastilles émaillées sur le pourtour extérieur, lunaison. Le système de remontage fut modifié postérieurement par électrification et la sonnerie ainsi que le système de rattrapage du quantième perpétuel sont manquants. Un cartouche émaillé à 6 heures indique le nom du fabricant de l'horloge Verfertigt von Albert Billeter 1840 (confectionnée par Albert Billeter en 1840). 
- Dimensions totales : hauteur 219 cm, largeur 69 cm, profondeur 43 cm.
- Entrée au MAHN en 1931[16].

Cette horloge fut restaurée et remis en marche en 2018 grâce à un plan de sauvegarde initiée en 2015 par l'Association Automates & Merveilles. 679 heures ont été nécessaires à la restauration de l'horloge astronomique et 3 restaurateurs ont œuvré à cette rénovation. Une publication accompagnée d'un film de 17 min retracent le travail effectué sur 3 pièces de prestige (Automates & Merveilles - Rêves en trois temps, éditions Alphil, 2018).

### L'horloge astronomique duCongrès des députésdeMadrid(1854-1857)

horloge du Congrès des députés

Au cours des années 1854 à 1857, Albert Billeter a construit dans son atelier de Gracia une horloge astronomique exceptionnelle de boîte haute qui montre en haut la position de la Terre et de la Lune autour du Soleil, avec l'orbite de la Terre encadrée et un cercle zodiacal gradué. En bas se trouvent plusieurs sphères indiquant l'heure locale, les données du calendrier perpétuel, les heures de 20 méridiens différents, l'heure moyenne, l'équation temporelle et les heures quotidiennes de lever et de coucher du soleil. Il y a aussi un espace plus grand contenant un planétarium où la position des principales planètes dans leurs orbites autour du Soleil est indiquée. En dessous, un thermomètre, un hygromètre et un baromètre.
Grâce à la restauration de l'horloge réalisée par l'horloger madrilène Juan José Ontalva en 1982, cette horloge astronomique est toujours en parfait état de fonctionnement dans l'une des salles du Palais du Congrès des députés de Madrid.

### L'horloge astronomique de l'Académie royale des sciences et des arts(1859-1869)

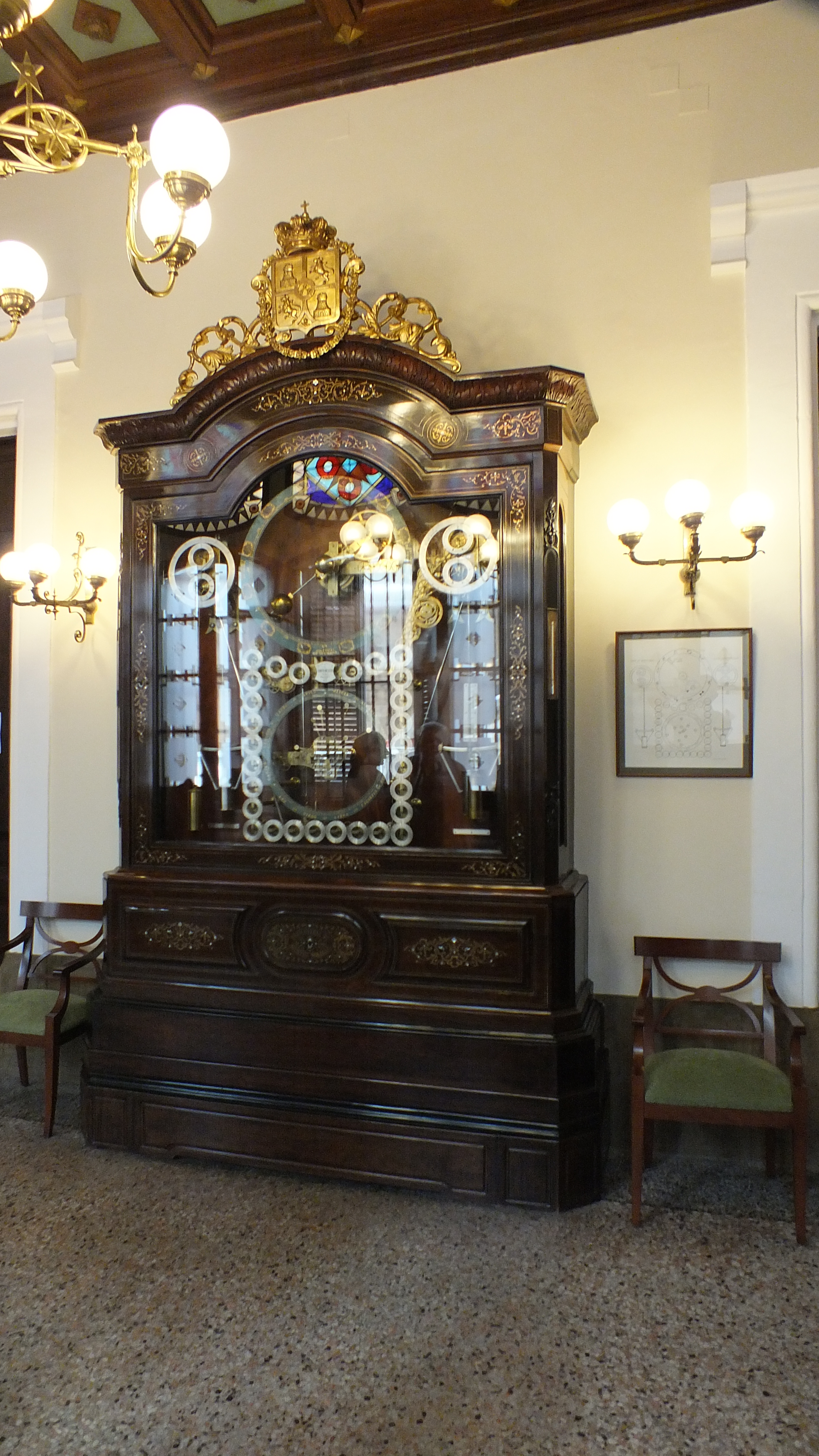
Horloge astronomique de l'académie des sciences et des arts de Barcelone.

Le succès de l'horloge du Congrès dans les cercles politiques de Madrid a été si grand que peu de temps après, la Reine Isabelle II a chargé Billeter de construire une autre horloge aux caractéristiques similaires à la première mais plus grande, destinée au Palau del Sénat.
En 1859, Albert Billeter a commencé cette horloge astronomique d'une taille de 3 mètres de haut par 2 de large, beaucoup plus grande que la précédente.
L'horloge est située à l'intérieur d'un meuble luxueux surmonté du bouclier Isabelí et protégée par un verre d'environ 2 x 2 mètres, à travers lequel sont visibles tous les mécanismes, esthétiquement disposés, avec une multitude de sphères indicatrices. C'est ce que l'on appelle en langage technique une horloge squelette.
À gauche, la sphère de l'heure locale qui fonctionne avec son propre pendule. Symétriquement, sur le côté opposé se trouve une sphère similaire qui indique les données solaires (l'équation du temps et les heures quotidiennes de lever et de coucher du soleil) avec un deuxième pendule qui contrôle le mouvement de tous les indicateurs astronomiques.
Entre les deux sphères mentionnées se trouve un grand disque gravé des signes du zodiaque qui encadre le système Soleil-Terre-Lune, où on peut voir à tout moment, les positions relatives des trois astres entre eux et par rapport au cercle zodiacal. Il reproduit également les phases de la lune et l'inclinaison de l'axe terrestre par rapport au Soleil qui est la cause des quatre saisons de l'année.
Sous ce système se trouvent 4 petites sphères qui constituent un calendrier perpétuel et où on peut lire le jour du mois, le jour de la semaine, le mois et l'année en cours. Le système mécanique prend en compte le saut automatique des jours nécessaires dans les mois de moins de 31 jours, même en février des années bissextiles.
Un peu plus bas, et à l'intérieur d'un autre cercle zodiacal, se trouve le système planétaire où est montrée la position relative des planètes et des astéroïdes : Mercure, Vénus, Terre, Mars, Vesta, Cérès, Juno, Pallas, Jupiter, Saturne et Uranus. La roue qui entraîne l'indicateur sur cette dernière planète est le mobile le plus lent de l'horloge, car elle ne tourne que tous les 84 ans. Billeter n'a pas inclus la planète Neptune qui avait été prédite et découverte en 1846, ni, bien sûr, Pluton qui ne le serait qu'en 1930.
Enfin, autour du planétarium, il y a 24 sphères qui marquent le temps de 24 méridiens dans le monde: « Antipodes, Londres, Constantinople, Berlin, Lisbonne, Le Caire, Pékin, Montevideo, Mexico, La Havane, Ceuta, Tenerife, Porto Rico, Manille, Fernando Poo, Rio de Janeiro, New York, Calcutta, Isfahan, Vienne, Berne, Saint-Pétersbourg, Rome, Paris ».
Il a donc fallu 10 ans à Billeter pour terminer cette 2e horloge astronomique, au bout du compte le Sénat n'a pas tenu sa promesse d'achat. Elle fut acquise par la famille Moragas, les artisans du mobilier de l'horloge, les auteurs également du meuble de l'horloge du Congrès.
En 1877, l'horloge a été exposée à l'Université de Barcelone, où elle fut admirée par le roi Alphonse XII, dans le cadre de l'exposition intitulée Manifestación de la Industria Catalana. Il était possible de l’acquérir pour la somme de 10 000$.
En 1888, l'horloge a été exposée au Pavillon des sciences de l'Exposition universelle de Barcelone, où Billeter a reçu une médaille d'or. Après l'exposition, la famille Moragas a déposé l'horloge au siège de l'Académie royale des sciences et des arts. En 1926, elle a été acquise par l'institution, qui l'avait en dépôt, pour 3 000 pesetas.
L'horloge a, entre les différents cadrans indicateurs, une plaque avec cette inscription : « Inventé et construit par Alberto Billeter à Gracia de Barcelona 1869 ».
En raison de sa mécanique complexe à l'extrême, l'horloge n'a pas fonctionné pendant de nombreuses années, bien qu'elle ait fait l'objet d'études par des horlogers et des universitaires. Ramon Jardí a publié un rapport en 1960 avec une étude exhaustive de son mécanisme avec quelques données historiques (Jardí 1960).
En 1985, elle a été entièrement restaurée par une équipe d'enseignants et d'étudiants du département d'horlogerie de l'IES-SEP La Mercè à Barcelone sous la direction du professeur Ramon Beseran i Claret, doyen du département, qui en a ensuite pris la responsabilité de son entretien laborieux jusqu'à sa mort. À l'heure actuelle, elle peut encore être admirée, en parfait état de fonctionnement, à l'étage de l'Académie royale des sciences, au numéro 115, les Ramblas de Barcelone.
Elle a été restaurée en 2008 par le maître horloger Eduard Farré et ses élèves du département d'horlogerie de l'IES-SEP La Mercè à Barcelone.

### L'horloge du Clocher de Gràcia. Barcelone (1862-64)

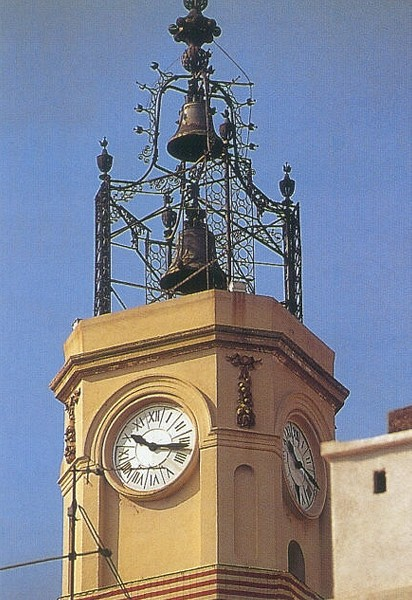
Clocher de Gràcia avec l'horloge actuelle

Entre 1862 et 1864 il achève la fabrication de l'horloge du campanar de Gràcia (d).
Parallèlement aux obstacles rencontrés par l'horloge astronomique commandée pour le Sénat, Albert Billeter a continué à travailler sur des œuvres de moindre importance artistique mais non moins importantes d'un point de vue technique. En 1862, il a commencé à construire l'horloge du clocher pour la tour qui devait occuper le centre de la Plaça de Orient à Gràcia.
Symbole incontestable de Vila de Gràcia, le clocher élancé est situé au milieu de la Plaça de la Vila de Gràcia, juste en face du siège du district. Auparavant, cet endroit avait été appelé la Plaza de Oriente et la Plaza de la Constitución ; populairement, il a également été connu comme la Plaza de la Vila, le Campanar et le Rellotge, pour des raisons évidentes.
La célèbre cloche de Gràcia, qui sonne les heures, inaugurée le 8 décembre 1864, n'a pas été baptisée mais était autrefois connue sous le nom de La Marieta, elle pèse 1 200 kg et mesure 1,27 m de haut par 1,30 m de diamètre. Depuis la Revolta de les Quintes (ca) en 1870, lorsque la cloche de l'horloge s'est fissurée lors d'un intense bombardement, le Campanar de Gràcia est devenu le symbole par excellence de la ville, une qualité qu'il conserve, et la cloche a acquis une forte charge symbolique. Derrière un symbole aussi important, cependant, il y avait un mécanisme silencieux.
L'horloge construite par Albert Billeter restera dans son emplacement dans le Campanar de Gràcia jusqu'en 1929 où elle devait être remplacée par une nouvelle machine venue du Pays Basque. Le remplacement, cependant, n'a pas pu être effectué immédiatement, car avec l'Exposition universelle de cette année, la machine basque a été installée au sommet de l'hôtel situé au numéro 1 de la Plaza Espanya pour donner l'heure au public de l'exposition.
L'horloge de Billeter est donc restée en place jusqu'en 1943, date à laquelle la machine de la Plaça Espanya a pu être récupérée et finalement installée à Gràcia. L'horloge basque a été remplacée en 1952 par une machine de l'usine Blasco de Roquetes. Cette horloge a fonctionné pendant trente ans, jusqu'en 1982, puis elle a été remplacée par une horloge électronique.

### L'horloge duPassatge del Rellotge(ca)(1864)

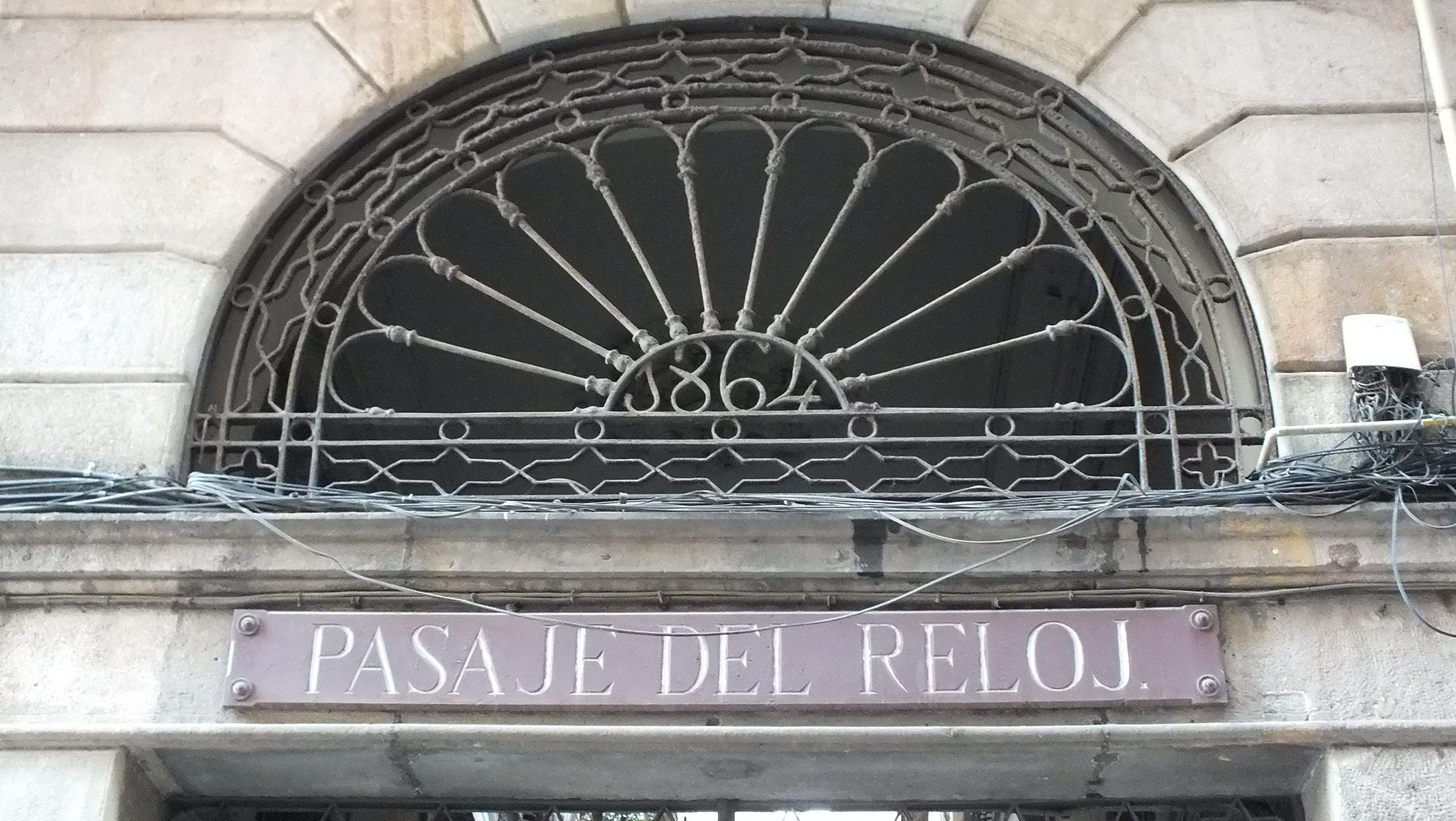
Pasaje del Reloj.

À Barcelone, il y a un passage qui va de la Carrer de Escudellers à la Carrer dels Còdols, qui s'appelle toujours Pasaje del Reloj, bien qu'il n'y ait aucune trace de l'instrument qui lui a donné son nom.
Dans la dernière édition de l'œuvre de Joan Amades, Histoire et légende de Barcelone (Històries i llegendes de Barcelona: passejada pels carrers de la ciutat vella), il est dit que ce passage a été construit au siècle dernier par les banquiers Arnús et Codina et qu'ils ont mis une grande horloge qui marquait l'heure des grandes villes du monde, les jours du mois et les phases de la lune, un mécanisme qui laissait les citoyens sans voix. Víctor Balaguer, à Las Calles de Barcelone, en 1866, lorsque le passage avait été récemment inauguré, a déclaré que la cause de cette dénomination était un horloger qui y ouvrit une boutique, et dessus de la porte il plaça une grande horloge pour marquer l'heure des principales capitales du monde.
On ne savait rien de plus sur cette horloge légendaire jusqu'à récemment. L'historien Pere Beseran, dont le travail sur l'histoire de l'architecture de Barcelone le conduit souvent à consulter les archives, a retrouvé de le plan autographé par Albert Billeter de l'horloge susmentionnée qui est conservée dans les archives historiques du Collège des architectes. Grâce à cette découverte, nous pouvons ajouter à l'inventaire de Billeter une autre montre parfaitement cohérente avec sa gamme d'horloges astronomiques, populaires et publiques.
Le plan fait partie d'un dossier relatif à la construction de deux des bâtiments qui composent le Pasaje del Reloj, sur les parcelles récemment acquises par le banquier Evarist Arnús et de Ferrer pour abriter le bâtiment Banca Arnús (es). La conception des deux bâtiments est due à l'architecte Elies Rogent, assez connu pour avoir été désigné par la suite pour réaliser les bâtiments de l'Exposition universelle de 1888 dans la Citadelle.
Les dimensions de cette horloge devaient être, selon le plan, de 1,98 m de haut par 1,10 m de large et 34 cm de profondeur mesurée à partir de la vitre frontale. L'apparition de cette pièce nous rappelle l'horloge qu'il a lui-même fabriquée avant de quitter sa Suisse natale et qui est conservée au Musée d'art et d'histoire de Neuchâtel. Il faut donc conclure que l'horloge aurait été démontée, modifiée ou simplement retirée de la façade, avant 1932, date à laquelle une photo du passage a été prise.

### L'horloge de laCathédrale de Barcelone(1865)

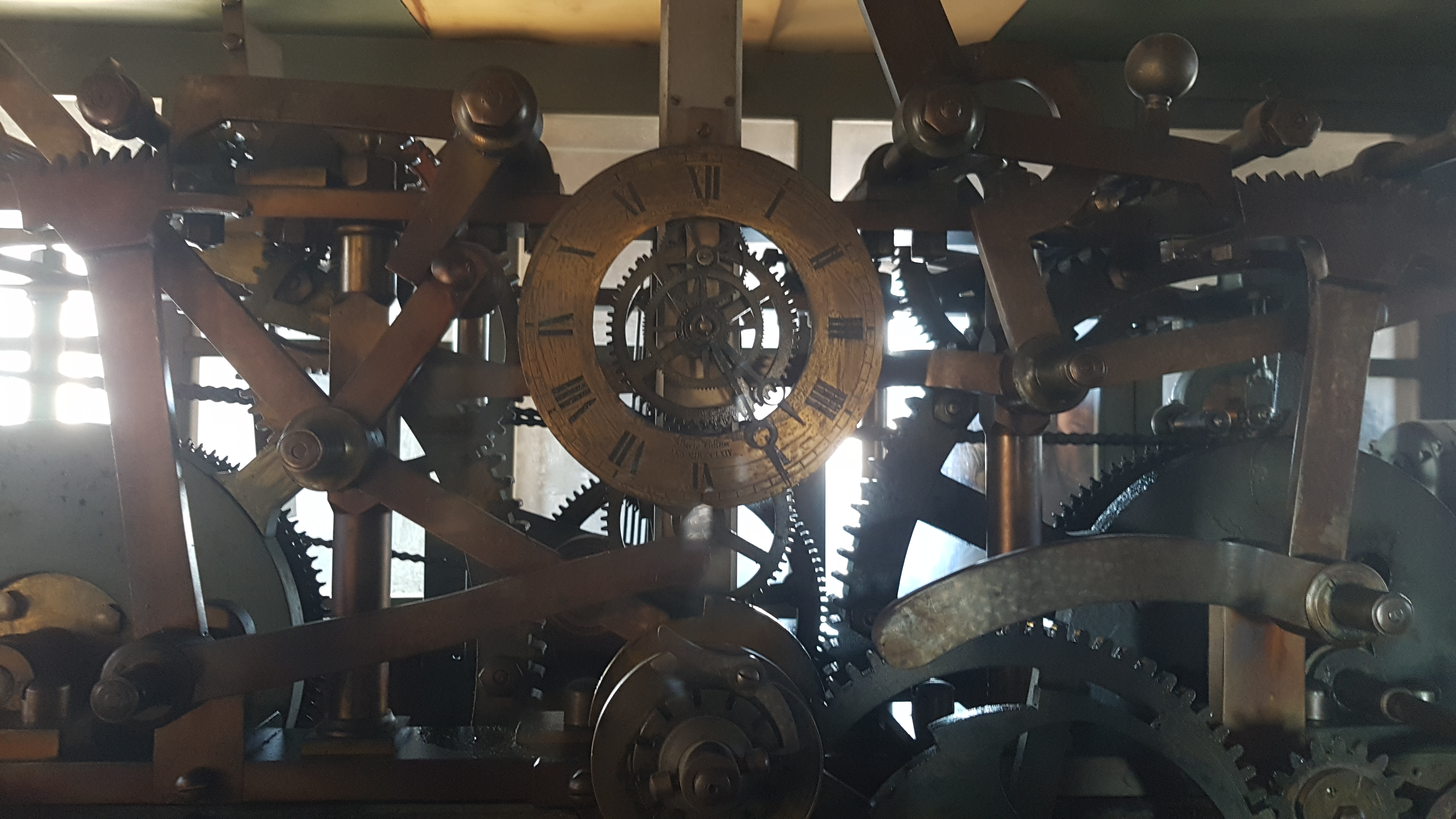
machine de l'horloge de la cathédrale.

Une autre œuvre importante d'Albert Billeter est l'horloge terminée en 1865 sur commande de la mairie de Barcelone et destinée au clocher de la cathédrale. La nouvelle machine Billeter devait remplacer la très prestigieuse horloge des flamands Simó Nicolau et Climent Ossen, qui fonctionnait sans interruption depuis près de trois siècles.
Le 7 août 1863, le conseil municipal de Barcelone a approuvé le projet de faire une nouvelle horloge et de nouvelles cloches; les travaux ont été achevés en 1865 et les cloches ont commencé à fonctionner le 4 novembre 1866. Il faut reconnaître que l'horloge que Billeter a faite pour la cathédrale s'est avérée être une digne successeuse de l'Horloge des Flamands, elle fonctionne depuis plus de 150 ans, son apparence et son bon fonctionnement n'annoncent pas, de loin, la nécessité de penser à la retraite. Son niveau de qualité est élevé car Billeter l'a conçu pour être le centre d'un réseau de distribution électrique de l'heure. Expérimentalement, l'horloge était connectée à une autre horloge standard située dans la même tour de la cathédrale qui synchronisait électriquement la machine principale et agissait comme un tableau de distribution pour des signaux horaires pour d'autres horloges publiques.

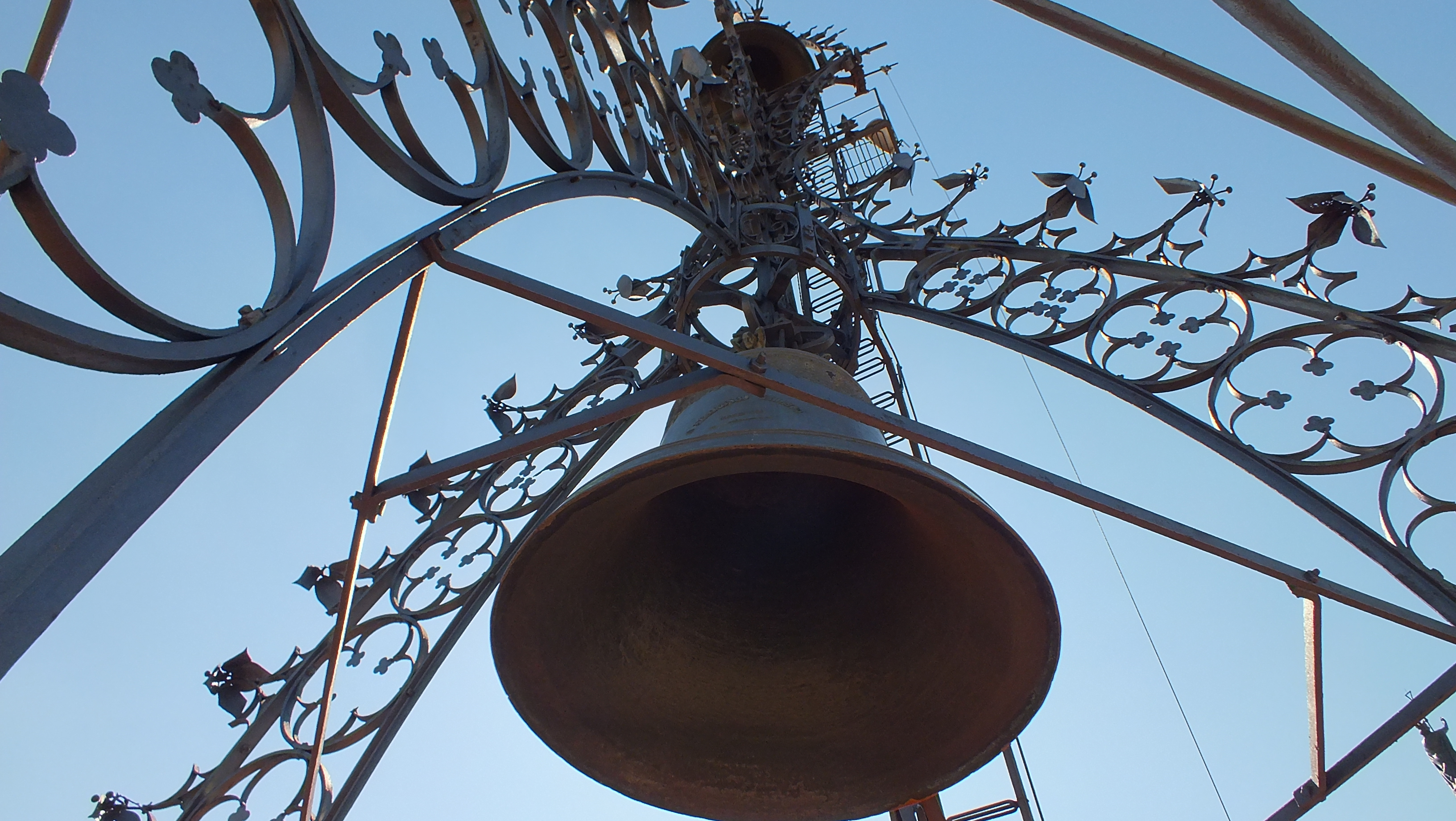
cloches Eulalia et Honorata

L'inscription sur la cloche Eulàlia témoigne de l'expérience éprouvée de distribution électrique qui devait être réalisée avec la nouvelle installation : le premier régulateur semi-électrique fabriqué en Espagne. Billeter, cependant, était trop en avance sur son temps. Le faible niveau de la technologie électrique et le manque de compréhension de la nécessité d'unifier l'anarchie temporelle alors existante retarderait le succès de son idée pendant encore vingt ans.
Le mouvement de Billeter ne peut être appréciée que par la sonnerie qu'elle fait retentir tous les quarts d'heure sur les deux cloches du clocher oriental de la cathédrale. Cela va bien au-delà de la vision qu'un cadran visible pourrait fournir et qui perturberait l'ensemble harmonieux du bâtiment gothique.
Elle a toujours été l'une des horloges les plus précises de la ville, un prestige qu'elle conserve encore. Pendant un temps, un régulateur électronique a été attaché au pendule qui n'a modifié que le comportement de l'horloge initiale en termes d'augmentation de sa précision. Le régulateur électronique a été construit par le Dr Martí Vergés Trias (ca) et son équipe de la faculté d'informatique de l'Université de Barcelone. Le Dr Vergés a longtemps été responsable de son entretien et de son amélioration constante.

### L'horloge de l'égliseSant Joan de Berga (1866)

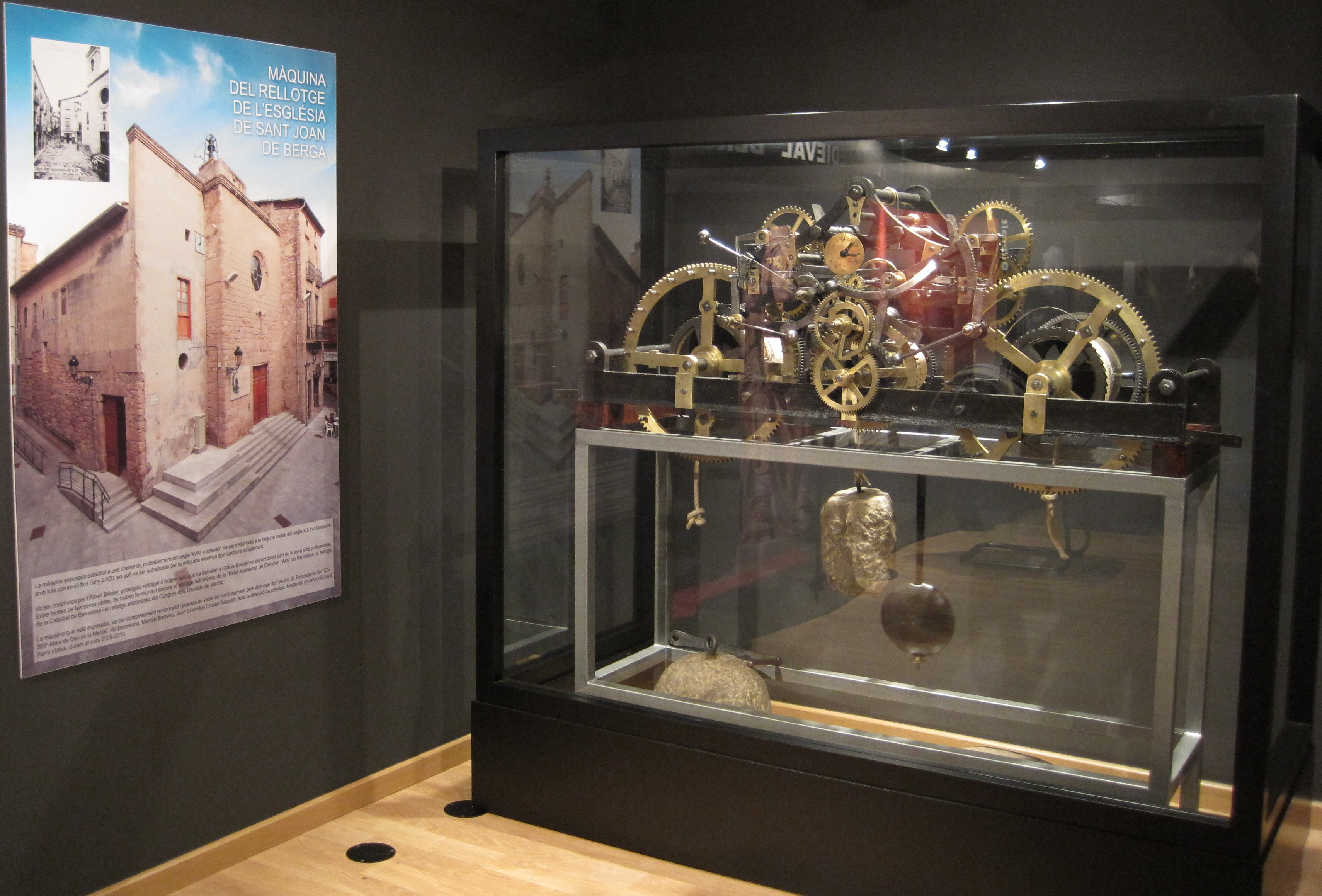
horloge de l'église Sant-Joan de Berga

Dans ce clocher, il y avait une horloge du XVIIIe siècle et à la fin du XIXe siècle, elle était déjà si détériorée qu'Albert Billeter fut chargé de la remplacer. Nous ne connaissons cependant pas la date exacte de la construction et de l'installation de la nouvelle machine, qui aurait dû se situer vers 1865/1866 (Comellas, 1989).
Le mouvement de Billeter a été opérationnelle jusqu'à la fin du 20e siècle lorsqu'elle a été démontée et déplacée dans des entrepôts municipaux avant d'être restaurée et exposée au musée de la ville. Elle est signée par « Alberto Billeter. Barcelona » et se compose de trois trains d'engrenages pour signaler l'heure dans une sphère extérieure et pour sonner les quarts et les heures par deux cloches. L'église fut partiellement détruite en 1936 pendant la guerre civile espagnole.

### LivretEl Tiempo Medio(1867)

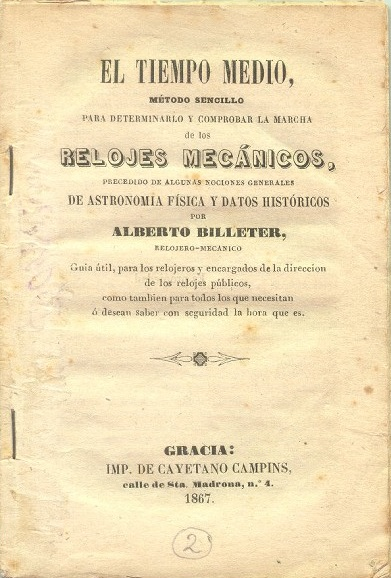
Livret El Tiempo Medio.

Ce livret écrit par Albert Billeter se voulait un « guide utile pour les horlogers et les gestionnaires d'horloges publiques ainsi que pour tous ceux qui ont besoin ou veulent savoir avec précision quelle heure il est ». Il n'y a qu'un seul exemplaire connu.

### Autres horloges signées par Billeter

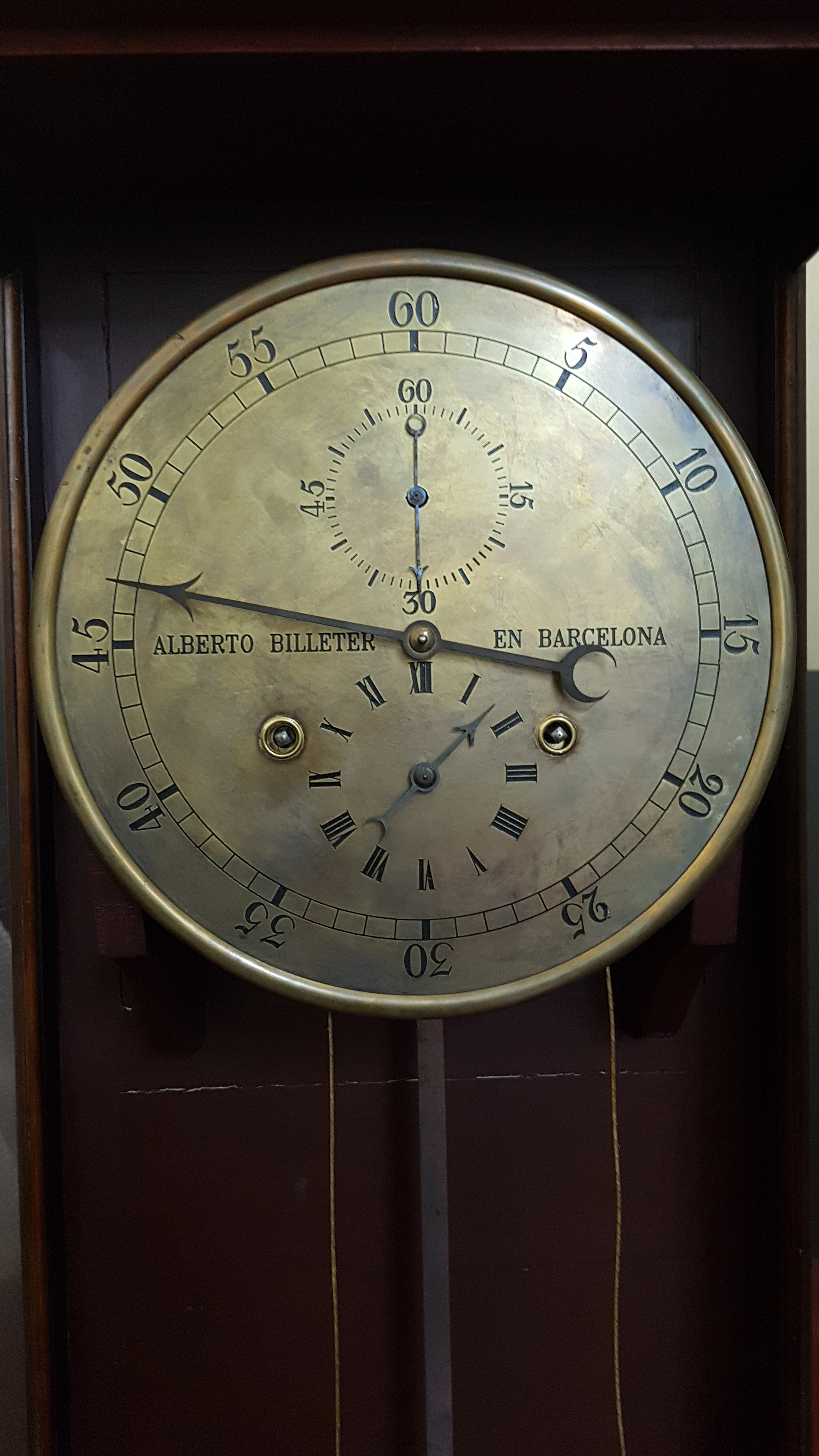
horloge domestique du musée des sciences et techniques de Catalogne.

Il y a trois horloges supplémentaires qui, contrairement à celles que nous avons vues jusqu'à présent, ne sont pas publiques ; c'est une montre haut de gamme, une montre de voyage et un chronomètre de marine.
La première, comme on peut le voir sur la photo, est une montre haut de gamme qui, à première vue, n'a pas de qualité particulière par rapport à d'autres montres similaires. Une boîte en bois sobre avec du verre sur trois côtés ferme un cadran de type cadran qui indique les heures, les minutes et les secondes. La machine à pendule parfaitement visible à travers le verre. La seule montre Billeter que nous pourrions dire, apparemment, n'a rien de spécial, mais avec un léger examen interne, nous voyons qu'elle avait prévu l'installation de mécanismes complexes qui n'ont jamais été exécutés. Elle est gravée du numéro 591 et nous ne savons pas si c'est vraiment un indicateur du nombre d'horloges construites ou peut-être que cette numérotation incluait également les autres instruments dont il parle dans sa publication. Elle est exposée au Musée national des sciences et technologies de Catalogne.
La deuxième est une montre avec la signature de Billeter et le nom de Barcelone. C'est une horloge de table du type de voyage ; avec la boîte composée de plusieurs verres, sphère émaillée et la machine en vue. Elle ressemble à une montre de fabrication française très courante à l'époque. Dans ce cas, Billeter, comme c'était très habituel, aurait acheté des montres d'un ou plusieurs types et les aurait marqués de sa signature avant de la vendre. Ici, cependant, nous sommes encore une fois frappés par le fait qu'il s'agit du seul spécimen connu de ce type, et qu'il est donc difficile d'en tirer des conclusions ; de plus, il a la particularité de conserver l'espace des mécanismes de sonnerie et de réveil, mais il semble que ces pièces n'aient jamais été situées à la place qui leur aurait été réservée.
La troisième horloge est un chronomètre de marine aux caractéristiques très particulières. La montre est enfermée dans un boîtier en bois noble avec la structure habituelle de chronomètres de marine et montée sur une suspension Cardan. Sur le cadran se trouve le nom de « Alberto Billeter En Gràcia de Barcelona ».

#### L'horloge astronomique duMusée de l'Industrie et de l'Art(ru)d'Ivanovo(1873)
Il achève la fabrication de l'horloge universelle, dans un premier temps exposée au palais de l'industrie à Paris, et qui reçut une médaille d'argent à une exposition internationale à Paris.
Cette horloge extrêmement complexe est installée dans une armoire en bois avec des fenêtres en verre. La largeur de l'horloge est d'environ 3 m, la hauteur est de 2,65 m. Elle se compose de trois grands blocs, dans la partie centrale, il y a le cadran principal de la montre et les instruments astronomiques, y compris un cadran planétaire avec le Soleil, Vénus, la Terre et la Lune, le cadran de visibilité des corps célestes, des indicateurs de ciel étoilé, le temps astronomique, la déclinaison du soleil et l'équation du temps. Sur le côté droit se trouvent les index de deux calendriers perpétuels - julien (Calendrier perpétuel des Russes) et musulman (Calendrier perpétuel des Mahométans), ainsi que de trois cadrans avec l'heure locale dans six villes chacun - en Asie, en Afrique et en Europe, et des indicateurs de temps sur ces continents. La partie droite de la montre est similaire à la gauche, elle a les cadrans de deux calendriers perpétuels - selon le Calendrier perpétuel grégorien et le juif (Calendrier perpétuel des Israélites), d'autres index astronomiques et calendaires, ainsi que trois cadrans avec l'heure locale dans six villes : en Amérique du Nord, en Amérique du Sud et en Australie, et des indicateurs temporels sur ces continents.
La base du mécanisme est une horloge à pendule de grande taille avec un pendule de deux secondes. Le mécanisme comprend 25 ressorts d'enroulement, qui sont utilisés pour entraîner le mécanisme principal et les mécanismes de dispositifs et de pointeurs supplémentaires. Les ressorts de croisière ont une réserve de marche de 7 à 8 jours à un an. Comme l'a noté A.V. Lototsky, seul le mécanisme principal qui régule le mouvement de tous les autres appareils horlogers a une fonction de réglage de l'heure. L'utilisation de ressorts d'horlogerie dans des mécanismes supplémentaires permet non seulement d'en réduire la charge sur le mécanisme principal, mais fournit même au mécanisme principal une force de déplacement supplémentaire.
Étant donné que l'horloge ne calcule pas et n'affiche pas directement la date de Pâques, elle appartient à la classe d'horloge de Pâques d'une conception tabulaire, dont les pointeurs de cycle ecclésiastique permettent de trouver la date de Pâques à partir de tables spéciales. De plus, dans ce cas, retrouvez à la fois la date de Pâques orthodoxe et de Pâques catholique.
Elle fut exposée à l'Exposition Internationale des industries maritimes et fluviales au Palais de l'Industrie à Paris du 10 juillet au 15 novembre 1875. Elle remporta une médaille d'argent dans la catégorie Horlogerie commerciale artistique. À cette occasion Albert Billeter édita un livret afin de décrire le fonctionnement de son horloge.
Elle aurait été achetée par Jacobo Fitz-James Stuart y Ventimiglia, 15e duc d'Alba (1821-1881) pour 280 000 francs. Après sa mort, et selon son testament, elle serait devenue la propriété du Canton de Berne (Suisse). Elle fut ensuite vendue à un entrepreneur qui faisait des démonstrations publiques. En 1911, alors que l'horloge se trouvait en Russie et que l'entrepreneur fit faillite, elle fut vendue aux enchères pour 3 000 roubles (l'horloge était semble-t-il en mauvais état) à Dmitry Guennadievitch Bouryline, un fabricant, collectionneur et fondateur du Musée de l'industrie et de l'art d'Ivanovo-Voznesensk (ouvert en 1914). Elle se trouve toujours aujourd'hui dans ce musée.